# Minerva (Argentina)
Minerva es una localidad argentina ubicada en el departamento Figueroa de la provincia de Santiago del Estero. Se encuentra sobre un camino rural que vincula Vaca Huañuna con Colonia San Juan.
En 2007 se inauguró el nuevo edificio escolar. En 2008 todavía carecía de acceso al agua potable.

## Población
Cuenta con 128 habitantes (Indec, 2010), lo que representa un incremento del 40,7% frente a los 91 habitantes (Indec, 2001) del censo anterior.
| Gráfica de evolución demográfica de Minerva entre 1991 y 2010 |
|                                                               |
| Fuente: Censos nacionales del INDEC                           |